# Marduk-zakir-szumi I
Marduk-zakir-szumi I – siódmy król Babilonii z tzw. dynastii E, syn i następca Nabu-apla-iddiny; panował w latach 854-819 p.n.e.
Na początku swych rządów zmagać się musiał z rebelią, której przewodził jego młodszy brat Marduk-bel-usate. W walce z bratem z pomocą Marduk-zakir-szumiemu I przyszła Asyria, z którą utrzymywał dobrosąsiedzkie stosunki. Król asyryjski Salmanasar III wkroczył do północnej Babilonii i zaatakował miasta wierne Mardukowi-bel-usate. Powstanie udało się stłumić dopiero po kilku latach, wspólnym wysiłkiem sprzymierzonych sił asyryjsko-babilońskich. Marduk-bel-usate, który schronił się w górach, został pojmany i stracony. Pod koniec swego panowania Marduk-zakir-szumi I był w stanie odwdzięczyć się za okazaną mu pomoc, kiedy to w Asyrii wybuchła rewolta po śmierci Salmanasara III. Zachowany jedynie fragmentarycznie traktat pomiędzy Marduk-zakir-szumi I a następcą Salmanasara III, Szamszi-Adadem V, zdaje się wskazywać, iż objęcie tronu asyryjskiego przez tego ostatniego stało się w dużej mierze możliwe dzięki pomocy króla babilońskiego. Marduk-zakir-szumi I dożył późnego wieku, kiedy to przekazał władzę swemu synowi Marduk-balassu-iqbi.